# Kościół św. Stanisława w Bukowie
Kościół świętego Stanisława Biskupa i Męczennika – rzymskokatolicka świątynia parafialna należąca do parafii św. Stanisława Biskupa i Męczennika w Bukowie.

## Historia i architektura
Wzniesiony w połowie XIII w. przed 1260 r. w stylu późnoromańskim. W XIV w. powiększony o część zachodnią, a w połowie XVIII w. o dwie barokowe kaplice dobudowane od południa i od północy. Świątynia orientowana), jednonawowa z symetrycznymi kaplicami, tworzącymi w rzucie formę krzyża. Po stronie zachodniej kwadratowa wieża pokryta ostrosłupowym hełmem. Prostokątne prezbiterium zakończone trójboczną absydą  pokryte jest sklepieniem krzyżowo-żebrowym. W prezbiterium znajduje się gotyckie sanktuarium. Nawę pokrywa drewniany sufit.

## Wystrój wnętrza[2]
- ołtarz główny, dwukondygnacyjny, wykonany z polichromowanego i złoconego drewna
- na ołtarzu głównym dwa obrazy: Męczeństwo św. Stanisława B.M., Trójca Święta
- na konsolach przy kolumnach wyrzeźbione postacie św. Augustyna i biskupa
- drugi ołtarz Matki Boskiej w kaplicy chrzcielnej datowany jest na 1 połowę XVIII w.
- trzeci ołtarz z figurami św. Piotra i Pawła, wykonany w XVIII w. znajduje się w kaplicy południowej
- późnobarokowa ambona ozdobiona jest 4 figurami ewangelistów, a wieloboczny baldachim zwieńcza figura świętego
- barokowa chrzcielnica
- na XVIII w. datowane są dwa obrazy: Zwiastowanie i Św. Jerzy
- z 1738 r. pochodzi kamienne (piaskowiec) epitafium kanonika wrocławskiej kolegiaty św. Krzyża i proboszcza opolskiego Jana Ignacego Frantzke

## Teren przykościelny
Obszar przykościelny otoczony murem był pierwszą nekropolią (świadczą o tym mapy sprzed 1945 r.) w miejscowości aż do powstania nowego cmentarza w połowie XIX w.

## Prace renowacyjne
W 1729 roku zawaliła się wieża świątyni, odbudowana (wraz z remontem całej budowli) pod koniec XIX w. Na początku XX w. odnowiono barokową chrzcielnicę, a w 1909/10 r. ołtarz główny. 
Kolejne remonty: 
- 1963[2],
- 1969–1975 (pokrycie dachu, organy, instalacja elektryczna)[2],
- 1969 (zawieszenie na wieży nowego dzwonu)[2],
- 1979–1980[2],
- 2012–2018 (wymiana dachu nad prezbiterium, wymiana posadzki, malowanie kościoła wewnątrz, renowacja figury Chrystusa Frasobliwego, renowacja ołtarza głównego, wymiana instalacji elektrycznej i nagłośnieniowej)[3].

## Galeria

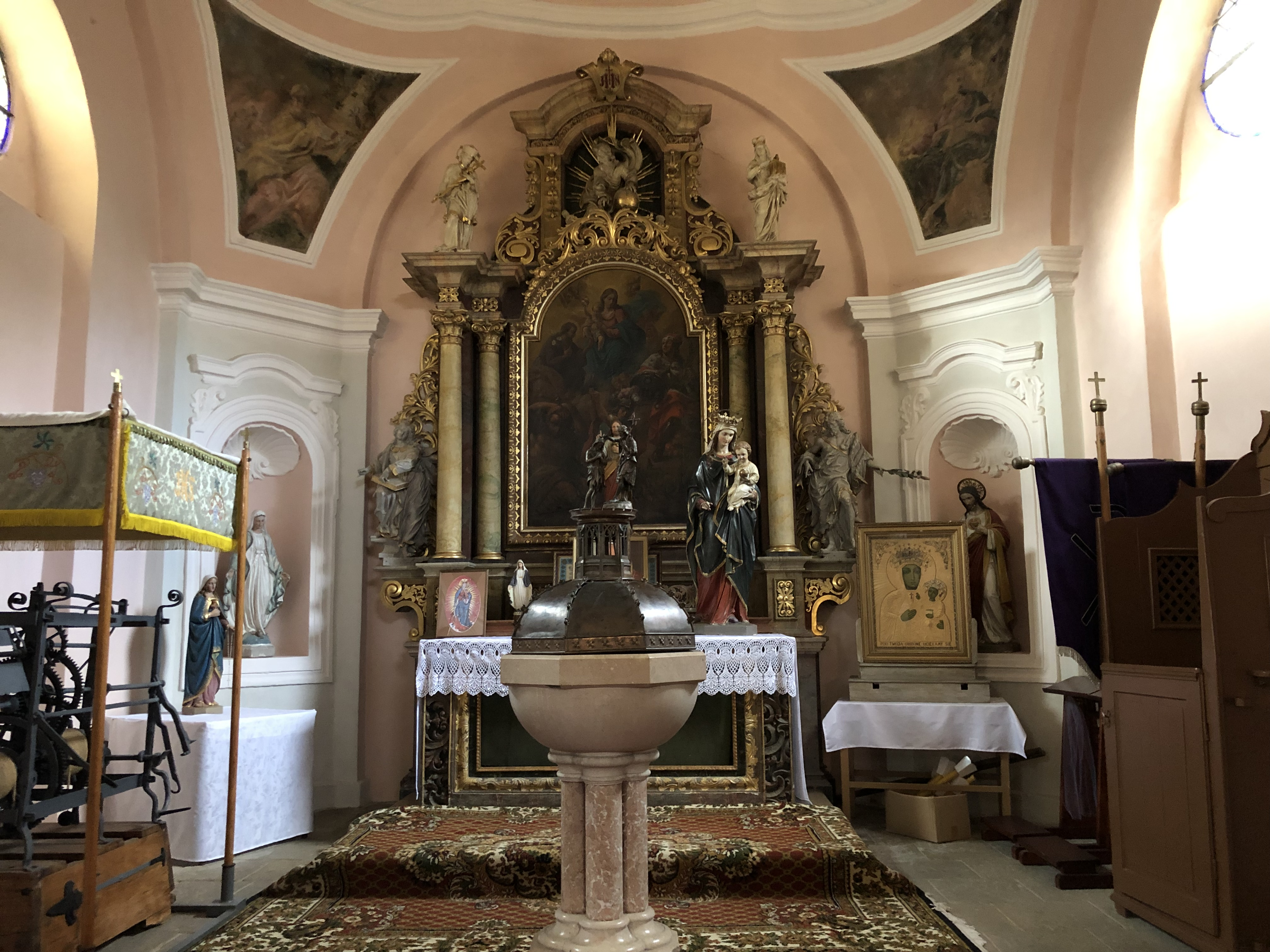
Ołtarz boczny w kaplicy północnej
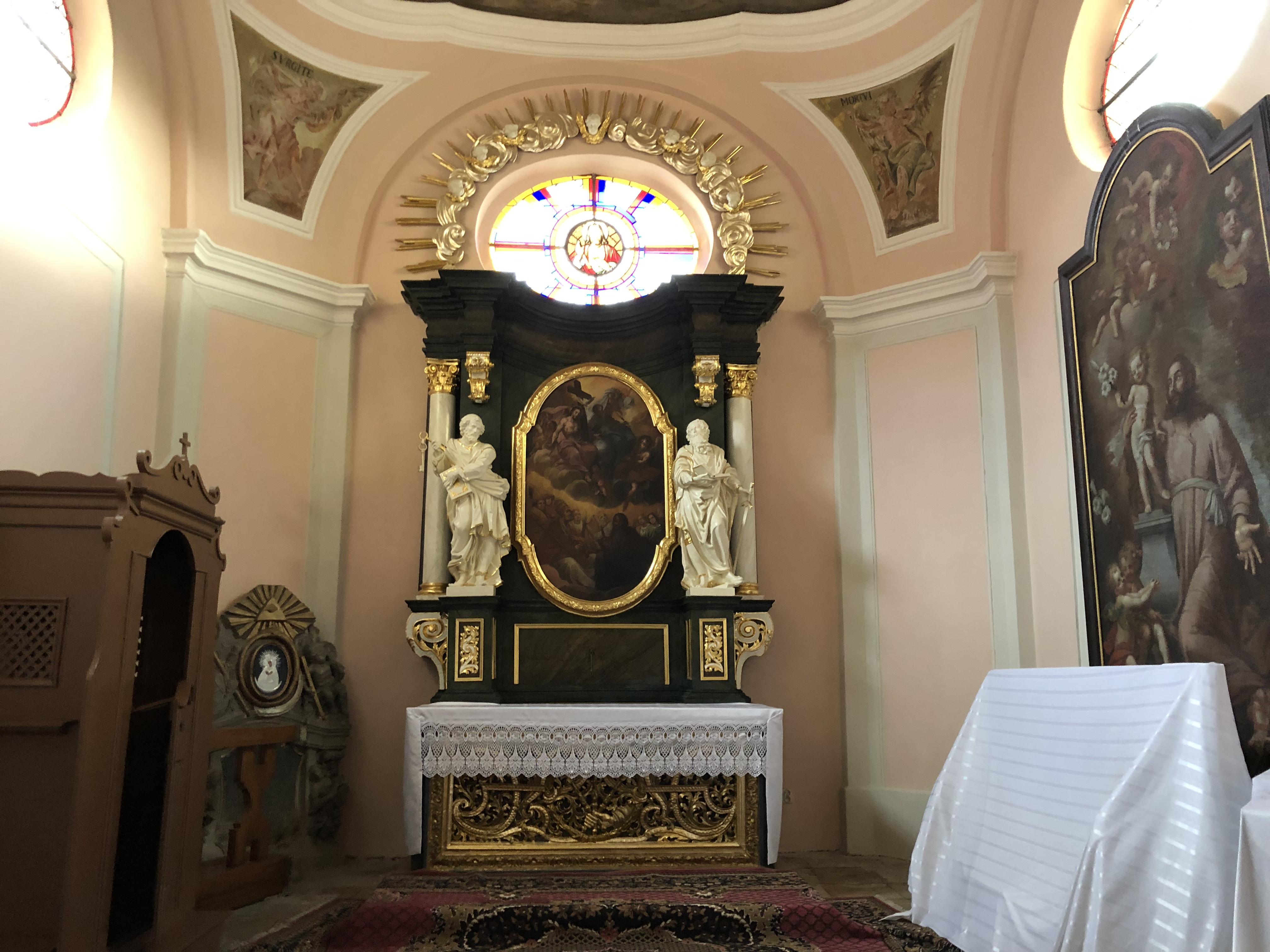
Ołtarz boczny w kaplicy południowej
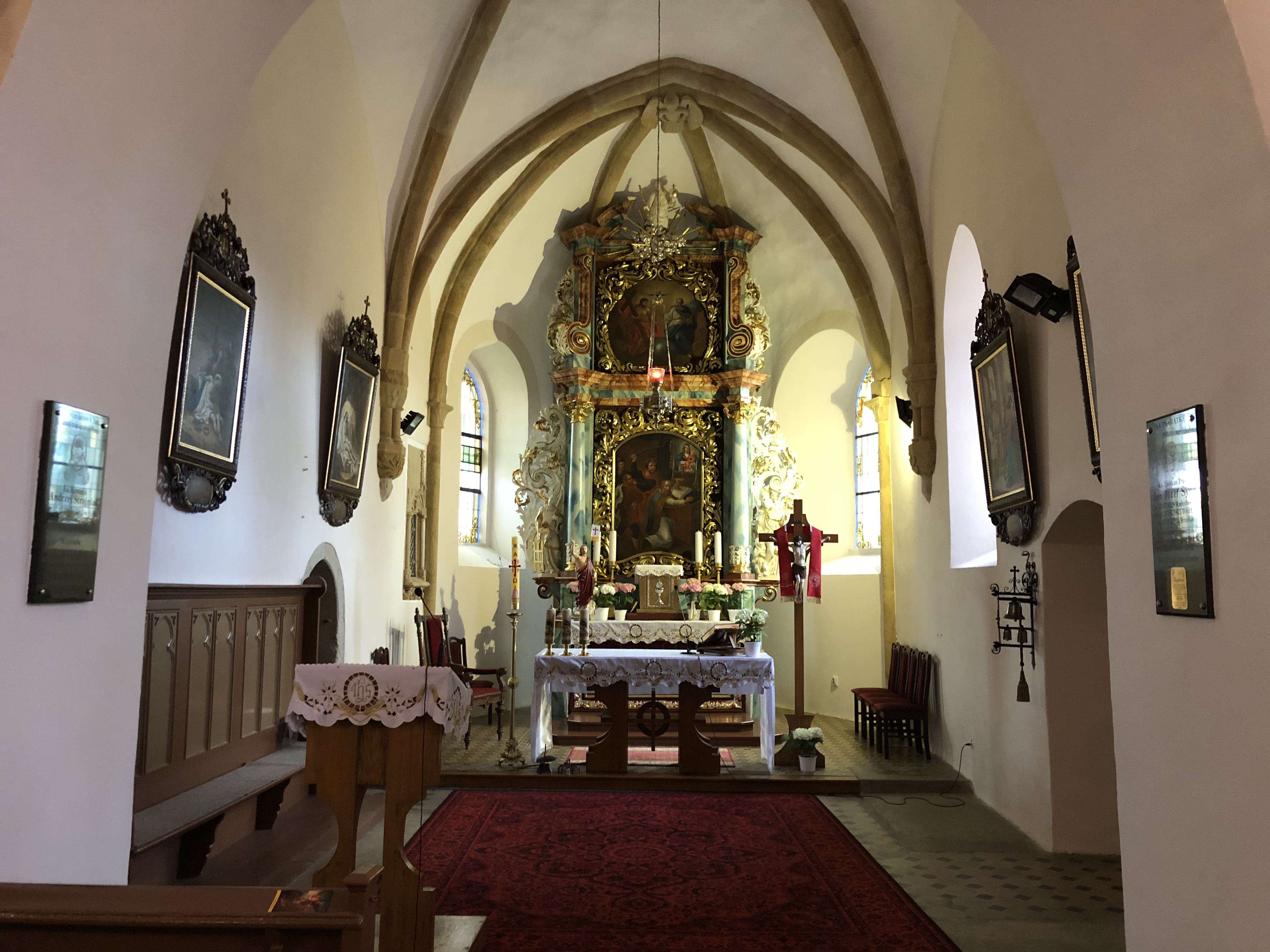
Ołtarz główny